# Eds naturreservat

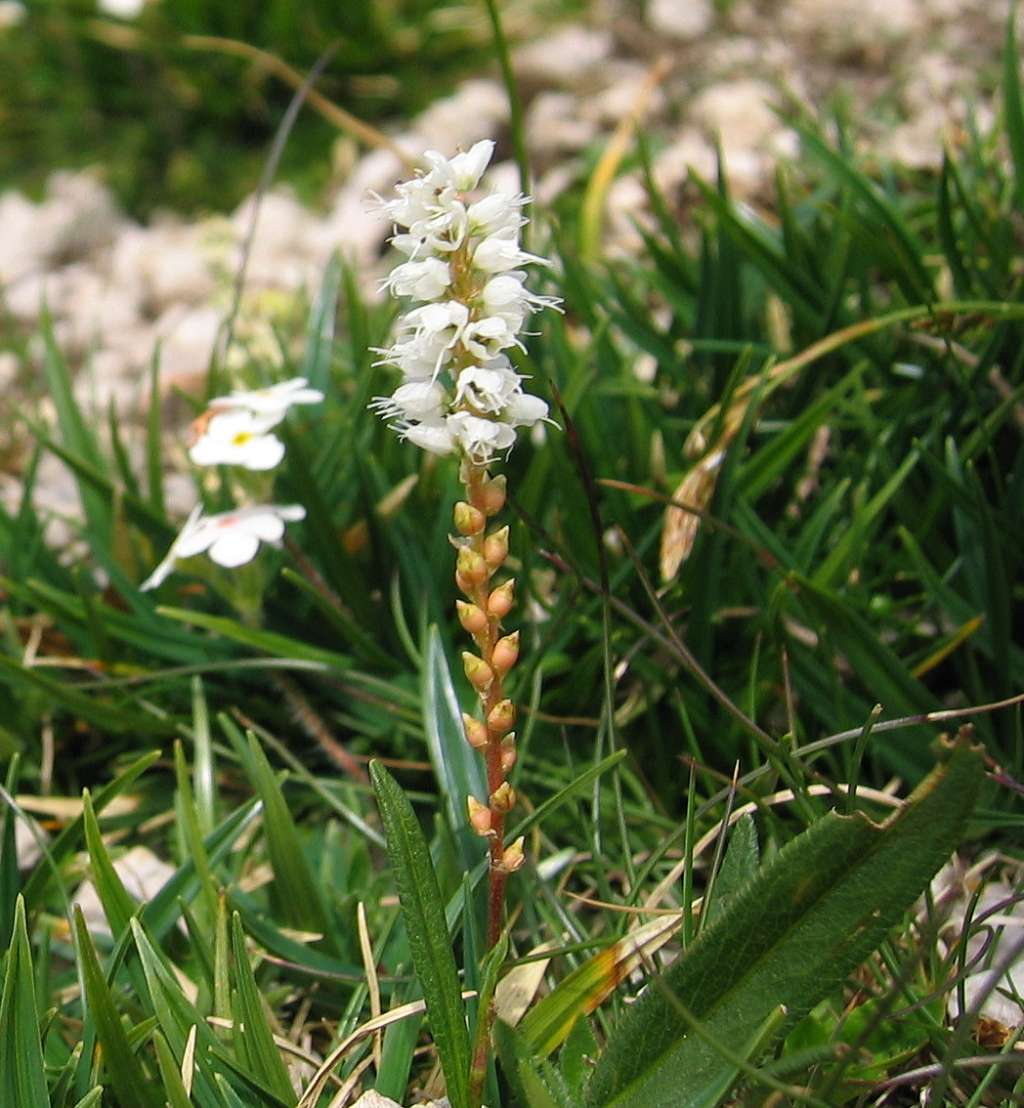
Ormrot

Ed är ett naturreservat i Dals-Eds kommun i Dalsland.
Reservatet ligger mitt inne i samhället Ed och är skyddat sedan 1963. Det är 4 hektar stort och kalls ofta för Skansen. Detta efter en liten befästning strax utanför reservatet. Det är i övrigt en lövskogsbevuxen sluttning ner mot sjön Stora Le.
Området domineras av ek. På marken växer blåsippa, ormrot, trolldruva, blåbär, liljekonvalj, fibblor, gökärt, skogsnäva och ormbunkar av olika slag. Många fågelarter finns i områden som till exempel grönsångare och svarthätta. En naturstig leder genom området.
Reservatet förvaltas av Västkuststiftelsen.